# لینکس (سرده)
وَشَق∗ (به انگلیسی: Lynx) سرده‌ای از گربه‌ایان است که شامل چهار گونهٔ وشق اوراسیایی، وشق کانادایی، وشق ایبری و گربه دم‌کوتاه است. این گربه‌سانان متعلق به زیرخانواده گربه‌ایان کوچک هستند.
زیستگاه وشق، جنگل‌های کوهستانی با تراکم بالای بته و درختچه و علف است. وشق‌ها، گربه‌سانانی با رنگ خاکستری و خال‌های سیاه هستند و شباهت زیادی به گربه‌سانان دیگری به‌نام کاراکال دارند که در سردهٔ دیگری قرار دارند.